# Сірик Григорій Трохимович
Григорій Трохимович Сірик (1918, хутір Андроніків поблизу села Грузьке — 2002, Канада) — український письменник на еміграції. Псевдонім — Грицько Сірик.

## З біографії
Народився на хуторі Воронцове (Андроніків) поблизу села Грузьке. Закінчив 6 класів сільської школи у міжвоєнний час. Силуваний до роботи у колгоспі, на торфорозробці, потім працював на залізниці. Евакуйований німецькою адміністрацією з України на підприємства Німеччини під загрозою нової більшовицької окупації (1943).
Писати почав на емігрції у 1950-х роках у Канаді, працював на залізниці. Свій архів передав в Україну.

## Творчість
Автор творів «Трагедія моєї родини», «Така моя доля», «Василькова Анютка, останній волхв Гала». Також автор краєзнавчої праці «Вороніж та його околиці», видано окремою книжкою у Торонто 1989.
Окремі видання:
- Сірик Грицько. Дошка слави — Київ УКСП «Кобза» 1994 р. — Сірик Грицько. Факти і події — Торонто, Онтаріо, Канада 1975 р.
- Сірик Грицько. Під сонцем обездолених. — Торонто, Онтаріо: Накладом автора, 1989. — 243 с.